# Diadegma pulicator
Diadegma pulicator là một loài tò vò trong họ Ichneumonidae.